# Ammoecius amplicollis
Ammoecius amplicollis är en skalbaggsart som beskrevs av Henri de Peyerimhoff 1949. Ammoecius amplicollis ingår i släktet Ammoecius och familjen Aphodiidae. Inga underarter finns listade i Catalogue of Life.